# Asota tinacria
Asota tinacria är en fjärilsart som beskrevs av Semper 1899. Asota tinacria ingår i släktet Asota och familjen nattflyn. Inga underarter finns listade i Catalogue of Life.